# Rocade Est Métropolitaine de Grenade

La Rocade Est Métropolitaine aussi appelé Ronda Este Metropolitana est une rocade en projet qui traversera la ville de Grenade du nord au sud par l'est de l'agglomération.
La Rocade sera composée 300 m de tunnels, 1,5 km de viaduc et elle devrait absorber 15 000 véhicules par jour soit 20 % du trafic.
D'une longueur de 10 km environ, elle relie l'A-92 (Viznar) à l'A-395, la route andalouse qui permet d'accéder à la Sierra Nevada depuis Grenade
Elle dessert tous l'est de Grenade ainsi que les petites communes aux alentours.

## Tracé
- Elle va débuter au nord-est de Grenade à Viznar où elle va se déconnecter de l'A-92 (Séville - Almérie)
- Elle va longer l'agglomération par l'est tout le centre urbain.
- Elle se termine au croisement avec l'A-395 (Rocade sud de Grenade).